# Abdoulaye Ba
Abdoulaye Ba (* 1. Januar 1991 in Saint-Louis) ist ein senegalesischer Fußballspieler.

## Karriere

### Verein
Bas Heimatverein ist der ASC Linguère aus Saint-Louis. Von dort ging er 2008 in die Nachwuchsabteilung des FC Porto und wurde hier zwei Jahre später in den Profikader aufgenommen. In den Spielzeiten 2010/11 und 2011/12 lieh ihn sein Verein an SC Covilhã bzw. Académica de Coimbra aus. Mit letztem gewann er sogar den Portugiesischen Pokal.
Ab 2012 spielte er auch für FC Porto B, der zweiten Mannschaft seines Vereins. Auch hier wurde überwiegend ausgeliehen und nur sporadisch im Kader behalten. Trotzdem war er durch Kurzeinsätze Teil der Mannschaft des FC Porto, die 2013 die Portugiesische Meisterschaft gewinnen konnte. Zur Saison 2015/16 lieh ihn sein Klub in die türkische Süper Lig zu Fenerbahçe Istanbul aus. Für die Spielzeit 2016/17 wurde Ba an Alanyaspor, einen weiteren türkischen Erstligisten, ausgeliehen. Seit Januar 2017 spielte er für den TSV 1860 München, mit dem er aus der 2. Bundesliga abstieg.
Anschließend ging er wieder zu seinem ehemaligen Verein Rayo Vallecano und stieg mit im ihm 2018 in die Primera División auf. Zwei Spielzeiten später wurde Ba erst an Deportivo La Coruña verliehen und dann fest an Dinamo Bukarest abgegeben. Dort blieb er allerdings nur wenige Monate, ehe er sich Anfang 2021 Erstligist Moreirense FC in Portugal anschloss. Im Jahresrhythmus folgten weitere portugiesische Stationen sowie ein Engagement in Aserbaidschan.

### Nationalmannschaft
Ba spielte von 2012 bis 2013 sechsmal für die senegalesische A-Nationalmannschaft. Zuvor absolvierte er bereits vier Einsätze für die U-23-Auswahl beim Afrika-Cup 2011, wo ihm in der Gruppenphase gegen Marokko der 1:0-Siegtreffer gelang. 2012 nahm er außerdem mit der U-23 an den Olympischen Spielen in London teil, wo er mit dem Senegal das Viertelfinale erreichen konnte.

## Erfolge
- Portugiesischer Pokalsieger: 2012
- Portugiesischer Meister: 2013